# Oplonia acunae
Oplonia acunae är en akantusväxtart som beskrevs av A. Borhidi. Oplonia acunae ingår i släktet Oplonia och familjen akantusväxter. Inga underarter finns listade i Catalogue of Life.